# Roger De Beukelaer
Roger De Beukelaer (nascido em 16 de maio de 1951) é um ex-ciclista belga. Competiu como representante de seu país nos Jogos Olímpicos de Verão de 1972, onde a equipe belga terminou em décimo segundo lugar na perseguição por equipes de 4 km.